# Obrona potoczna

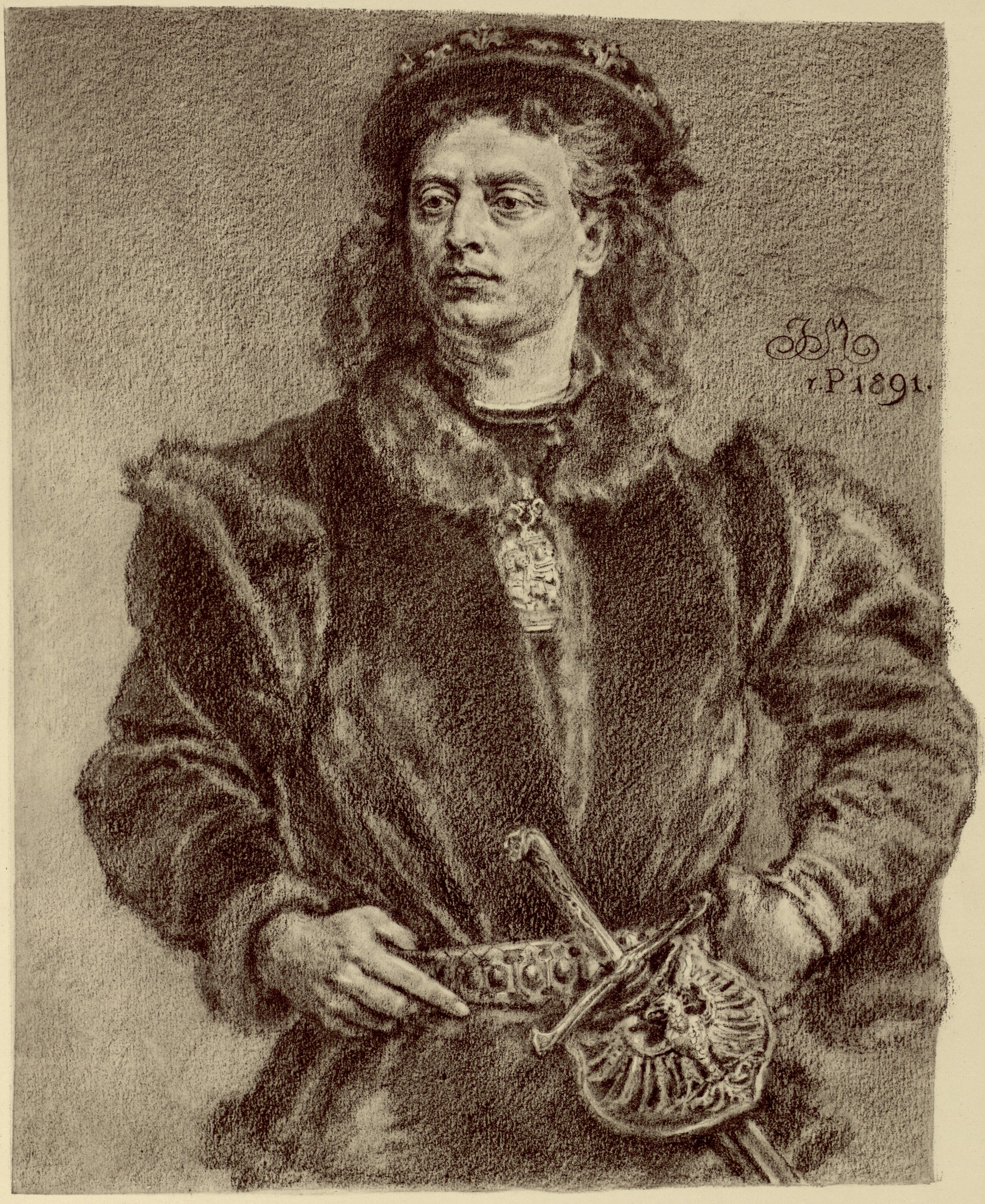
Il principe Giovanni I Alberto di Polonia (che sarebbe diventato re di Polonia), che sovrintese all'organizzazione e al finanziamento della formazione.

Obrona potoczna, traducibile con le espressioni difesa continua o difesa generale, era una forza militare assoldata dal Regno di Polonia del XV e XVI secolo e dall'Unione polacco-lituana, con l'incarico di difendere i confini meridionali del paese dalle incursioni dei tatari e dalle occasionali scorribande di moldavi, turchi e valacchi.
L'unità ebbe origine nel 1479, anche se formazioni simili erano già state discusse in precedenza in varie sedute del parlamento polacco (Sejm). La sua organizzazione e finanziamento si deve al principe e futuro re Giovanni I Alberto, il quale all'epoca aveva il compito di sovrintendere la difesa del confine meridionale. Sebbene alla fine del XV secolo fosse ormai una formazione permanente, non era un esercito stabile dal momento che i suoi membri erano soliti svolgere turni stagionali. La necessità di avere unità di questo tipo fu riscontrata alla metà del XV secolo, quando le incursioni tatare nei territori meridionali della nazione, perlopiù Rutenia Rossa e Podolia, aumentarono di frequenza e la tradizionale leva di massa (pospolite ruszenie) si dimostrò inadatta alla protezione dei confini. Il primo comandante di questa forza fu Jan Karnkowski, poi nominato atamano: per via di questa posizione, aveva il titolo di "atamano dei soldati assoldati". Inizialmente costituita da 1200 fanti e 900 di cavalleria, la sua dimensione variava a seconda dei fondi e delle necessità, e all'inizio del Cinquecento, contava circa 2000 truppe. Il denaro per finanziare questi soldati proveniva perlopiù dalle casse reali, mentre i contributi della nobiltà furono minori e occasionali.
I soldati reclutati venivano principalmente dalla szlachta (nobiltà) podolica e rutena, e mentre erano in servizio erano stanziati a Kamieniec Podolski (oggi in Ucraina), Trembowla (Terebovl) e la fortezza di Bar. Prestare servizio nella formazione forniva alle reclute una preziosa esperienza militare in un ambiente difficile che rese l'Obrona potoczna una delle migliori unità delle intere forze armate polacche dell'epoca. Oltre a proteggere la frontiera, l'Obrona potoczna prese parte anche a regolari impegni militari, ad esempio alla vittoria polacca contro i moldavi, nella battaglia di Obertyn. Dopo le riforme militari adottate dal re Stefano I Báthory nel 1563, l'Obrona potoczna fu sostituita dal Wojsko kwarciane, un vero e proprio esercito permanente. Molti dei migliori soldati dell'esercito di Bathory durante la guerra di Livonia erano stati capi di reggimento dell'Obrona potoczna.